# Elymnias dohrni
Elymnias dohrni är en fjärilsart som beskrevs av Martin och De Nicéville 1895. Elymnias dohrni ingår i släktet Elymnias och familjen praktfjärilar. Inga underarter finns listade i Catalogue of Life.